# Чуйска степ
Чу́йска степ (на руски: Чуйская степь) е котловина, разположена в югоизточната част на Алтай по горното течение на река Чуя (десен приток на Катун, лаво сэстовяща на Об). Територията на степта попада в Кош Агачки район, административен район на Република Алтай. Котловината е с дължина от 70 километра и ширина варираща от 10 до 40 km. Разположена е на надморска височина 1750 – 2200 m. Чуйската степ представлява слабонагъната равнина, в която преобладават полупустини. Дъното на котловината е образувано от ледвикови и езерно-речни наслаги. От всички страни степта е ограничена от планински хребети – Курайски на север, Северочуйски на северозапад и Южночуйски на югозапад, хребет Сайлюгем на юг и Чихачев на изток.

## Климат
Климатът в района на степта е суров. Той е най-сухият и студен в района на Горен Алтай. Топлите дни в годината са едва 50 – 65. В района на Кош Агач средномесечната януарска температура е −32 °C, а юлската е 13,8 °C. Средногодишната температура е едва −6,7 °C, като минималната зимна температура през някои години пада до −62 °C, а през лятото е възможно да достигне максимум от 31 °C. Годишната сума на валежите е 80 – 150 mm. През летния период падат около две трети от годишното количество. На дълбочина 15 – 90 m почвите в котловината са вечно замръзнали. Този фактор определя и студения климат..

## Хидрология
От хребета Чихачев към котловината се спускат две реки – Къзълшин и Юстит, които се сливат и образуват река Чуя. Продължава на северозапад и в нея се влива ляв приток Чаган Узун. На територията на степта тези реки имат спокойно течение с равнинен характер. На територията на котловината има многобройни малки плоскодънни езера. Дълбочината им не надминава 5 m, а площта на водното огледало варира от 100 m² до 1 km². Повечето от езерцата са безотточни и варират от сладки до слабо- и силно солени. На дъното на някои от езерата е открита и лечебна луга, която може да се използва за физиотерапевтични нужди.

## Флора
По полупустинното плато на Чуйската степ е разпространена соле- и сухоустойчива растителност. Значителен дял от степните растения се пада на грубите степни треви, храсти и дръвчета. Голяма част от тревистите растения са широко разпространени в цял Алтай. От храстовидната растителност са застъпени акациевите растения, пелин, звездица, урока, потайник и други. По бреговете на езерата расте обикновена тръстика, а по каменистите места се среща и родиола.

## Фауна
Животинският свят в степта е своеобразен и притежана свои специфични черти. Тук са се съхранили диви животни като котката манул, степната лисица корсак, антилопата дзерен. В дупки в земята живеят голямо разнообразие от гризачи (полевки, мармоти, скачащи мишки, лалугери, джунгарски хамстери) както и различни видове зайци и сеносъбирачи.
В обраслите с гъста растителност места се осигурява възможност да обитание на големи дропли, дъждосвирци, пухопръсти пустинарки и торбогнезди синигери. В степните езера сеобитават от множество патици, сред които преобладават черни ангъчи. Срещат се и черногуши гмуркачи и пойни лебеди. По бреговете на водоемите се срещат сиви и момини жерави, дъждосвирци, речни чайки, бели стърчиопашки. По откритите места обичайни представители са чучулиги, папуняци, степни бъбрици, каменарчета. Тук са разпространени много хищни птици като керкенез, полски блатар, а в платовидните части и белоглав и черен лешояд, ловен сокол.
От влечугите в Чуйската степ са разпространени обикновена и степна усойница, Gloydius halys, Elaphe dione и ливаден гущер.
Реките са богати на риба, особено на липан. В горното течение на Чуя и езерата от степта се размножава в големи количества вид шаранова риба от род Diptychus, наричана от местното население „Осман“.

## Население
Населените места разположени на територията на степта са селата:
- Кош Агач – районен център на едноименен район.
- Кокоря
- Белтир
- Ортолик
- Жана Аул
- Мухор Тарахата
- Тебелер
- Актал

През степта от северозапад на югоизток в посока към границата с Монголия преминава гравет път с федерално значение М-52, наричан Чуйски тракт.

## Природни бедствия
На 27 септември 2003 г. в западния край на котловината около село Белтир земята е разтърсена от земетресение с магнитуд 7,3. Селото в епицентъра е напълно разрушено.

## Топографска карта
- Лист от карта M-45-XVII Ортолык. Мащаб: 1 : 200 000. Указать дату выпуска/состояния местности.
- Лист от карта M-45-XXIII Кош-Агач. Мащаб: 1 : 200 000. Указать дату выпуска/состояния местности.
- Лист от карта M-45-XXIV Цаган-Нур. Мащаб: 1 : 200 000. Указать дату выпуска/состояния местности.